# Ridge Racer 7
Ridge Racer 7 est un jeu vidéo de course développé par Namco Bandai Games et sorti en 2006 sur PlayStation 3. C'est le septième épisode de la série Ridge Racer.

## Système de jeu
Ridge Racer 7 reste fidèle à l'esprit de la série en proposant un style de conduite très arcade, privilégiant les sensations de vitesse et les dérapages exagérés au réalisme du pilotage.
Ridge Racer 7 empreinte l'introduction du system de nitro ébauché dans la version Ridge Racer 6 (XBOX360) mais qui sera ici avec des contraintes.
Dans cette version, la nitro est customisable selon plusieurs niveaux et contraintes de chargement.
Autre facteur clef du système de jeu est que certaines zones d'un circuit permettent un chargement optimum de la nitro lors du dérapage. Le guide book de Ridge Racer 7 (en japonais) montre parfaitement les points clefs du circuit où il faut attaquer son dérapage pour pouvoir faire monter la nitro.
La nitro (galaxian nitro aussi appelée ultimate noos) répond à certains critères pour être rechargée :
- Au moment de la fin de nitro, les 3 jauges clignotent en rouge, ceci est le signal que lors de votre dérapage, vous pourrez obtenir le meilleur du rechargement.
En conclusion, savoir utiliser la nitro dans Ridge Racer 7 relève d'une connaissance parfaite du circuit. Il n'y a aucune source d'improvisation.
Ce système de chargement de nitro customisable a aussi su diviser la communauté des joueurs.
La nitro inversée est considérée comme buggée car elle permet de battre tous les temps de contre la montre global, en dérapant constamment même sur de longues lignes droites !
Les courses en ligne contre les joueurs en nitro inversée ressemblent plus à du stock car qu'à une course où l'on recherche la vitesse et ses sensations sans bloquer ou gêner ses adversaires.
La configuration permettant de battre les meilleurs temps est celle-ci :
Modèle : Jujack
Moteur : Druaga
Option supplémentaire :  100 pts nitro
Nitro : Galaxian nitro
Pneu : Rolling thunder +3
Un contenu téléchargeable permet l'affichage de l'option 3D en relief.

## Modes
Le jeu comprend les modes classiques suivants :
- Arcade
- Contre-la-montre global
- Ridge State Grand Prix (championnat)

Il propose également un mode online permettant à 14 joueurs de s’affronter simultanément. Chaque joueur dispose d'un profil regroupant les informations personnelles (nom, nationalité...) ainsi que les statistiques de course (nombre de victoires, distance totale parcourue...). Un système de grade évalue le niveau de chaque joueur selon ses résultats. Huit niveaux sont instaurés, le plus faible étant « Rookie » et le plus élevé « Ridge Racer ». Cette ultime grade n'est attribué qu’à un seul joueur.
L'ajout du online pour la section "Contre-la-montre global"  permet un classement en ligne psn et particularité, seulement les 40 premiers mondiaux pourront mettre en ligne leurs replay pour qu'ils soient consultables. Cela permettant aussi à chaque joueur de se créer une notoriété dans la communauté des joueurs.

## Liste des circuits
Le jeu comporte les 21 circuits fictifs suivants (42 en comptant les reverse) :
1. Airport Lap
2. Aviator Loop
3. Bayside Freeway
4. Crossbay Tunnel
5. Downtown Rave City
6. Harborline 765
7. Highland Cliffs
8. Industrial Drive
9. Island Circle
10. Lakeshore Drive
11. Laketop Parkway
12. Lost Ruins
13. Midtown Parkway
14. Mist Falls
15. Old Central
16. Ravecity Riverfront
17. Seacrest District
18. Shadow Caves
19. Southbay Docks
20. Sunset Heights
21. Surfside Resort

## Réactions
Le jeu a reçu la note de 36/40 dans le magazine spécialisé japonais Famitsu.